# Simpsons Comics
Simpsons Comics è stata una serie a fumetti statunitense pubblicata dalla Bongo Comics inizialmente con cadenza bimestrale e in seguito mensile dal novembre 1993 fino all'ottobre 2018 e basata sui personaggi della popolare sitcom animata I Simpson. 
In Italia la serie è stata pubblicata come periodico mensile con il titolo I Simpson  a partire da maggio 1998 dalla casa editrice Macchia Nera. Dal numero 33 (ottobre 2001) la pubblicazione è passata alla casa editrice Dino Entertainment Italia e la serie ha cambiato nome in Simpson Comics. A partire dal numero 41 (luglio 2002) la serie è stata pubblicata dalla casa editrice Panini Comics, che ha pubblicato la serie fino al luglio 2007, chiudendo la testata con numero 101.

## Storia editoriale
Il fumetto I Simpson è stato pubblicato in Italia dal maggio 1998 al dicembre 2000 dalla casa editrice Macchia Nera e contiene storie diverse da quelle del cartone animato. Vennero anche pubblicate altre miniserie e speciali come Bartman, L'Uomo Radioattivo, Krusty Comics, Treehouse of Horror. Curatori dell'edizione italiana dei fumetti dei Simpson sono Luca Raffaelli e Francesco Artibani, sostituiti da Giorgio Pelizzari nel n. 32 (dicembre 2000), risultato poi essere l'ultimo numero del mensile pubblicato da Macchia Nera.
A partire dal mese di ottobre 2001, la casa editrice Dino Entertainment Italia, filiale italiana della casa editrice tedesca che pubblica in Germania il fumetto dei Simpson, ha ripreso le pubblicazioni dei fumetti editi in America da Bongo Comics. Il fumetto viene pubblicato con il suo titolo originale Simpsons Comics e prosegue la numerazione interrotta 9 mesi prima. Il nuovo staff del giornale è composto dal direttore editoriale Anne Berling, il direttore responsabile Luca Boschi, i redattori Francesco Artibani e Katja Centomo (fino al n. 39) e i confermati Michela Orazzini per le traduzioni e Paolo Altibrandi per lettering e grafica. La rivista, oltre alle consuete pagine di posta, contiene anche delle nuove rubriche di notizie come "Mondo Simpson" e "La gazzetta di Springfield".
A partire dal n. 41, Simpsons Comics è pubblicato dalla casa editrice Panini Comics in cooperazione con Dino, e dal n. 51 Panini Comics figura come unico editore. La rivista ha interrotto le pubblicazioni con il numero 101.
Nella traduzione dei fumetti italiani non sono state seguite delle regole di traduzione proprie del cartone animato: sono stati mantenuti i nomi originali Moe (al posto di Boe), sig.ra Krabappel (al posto di Kaprapall - cognome che però compare nell'albo n. 65), Jimbo Jones (invece di Secco Jones - nome comunque usato in seguito), Kwik-e-Mart (al posto di Jet Market), mentre è stato tradotto il cognome del Commissario Winchester (invece di lasciare l'originale Wiggum).

## I Simpson / Simpsons Comics

### I Simpson
1. Il colossale incredibile Homer / Il collezionista (maggio 1998)
2. Bart mano fredda / Mia sorella, la rovinafamiglie! (giugno 1998)
3. L'imbarazzante caso del puma di Springfield / Krusty agente del K.L.O.W.N. (luglio 1998)
4. È scritto nelle figurine / Busman (agosto 1998)
5. Be-bop-a-Lisa / La fine di El Barto (settembre 1998)
6. Il più grande D'Oh! del mondo / McBain Comics (ottobre 1998)
7. Mi restringo, quindi sono piccolo / Intrigo nella giungla (novembre 1998)
8. La prosa purpurea di Springfield / Finalmente a letto (dicembre 1998)
9. Vacanze fiasco! / Apu presenta: Un turno da 96 incredibili ore (gennaio 1999)
10. Il declino di Flanders / Il vivo e il morto! (febbraio 1999)
11. La sopravvivenza del più grasso! / Castigo risparmiato, carattere rovinato! (marzo 1999)
12. Merchandising o morte! / Gioventù sfrenata (aprile 1999)
13. L'eredità di Homer / La nostalgia non è più quella di una volta (maggio 1999)
14. Viaggio sul monte Simpson / Un pieno letale (giugno 1999)
15. Cameriere volanti / Bongo Grab Bag (luglio 1999)
16. Su quale frequenza, Simpson? / Headlight Comics (agosto 1999)
17. I peccatori di Springfield / Milhouse in "A caccia di Yaz" (settembre 1999)
18. Don't cry for me, Jebediah! / Roswell n. 1 (ottobre 1999)
19. TAFKAB / Roswell n. 2 (novembre 1999)
20. Alla riscossa! / Roswell n. 3 (dicembre 1999)
21. Little Big Mart / Roswell n. 4 (gennaio 2000)
22. Bart De Triomphe / Un borghese discolo discolo! (febbraio 2000)
23. Fuori i pagliacci / Il piccolo Homey in: Homey resta solo (marzo 2000)
24. Margemania!!! / Grattachecca & Fichetto (aprile 2000)
25. Tutti giù per terra! / Barney/ Lou e Eddie (maggio 2000)
26. Hanno riparato il cervello di Homer! / Storie di mare (giugno 2000)
27. Semplicemente irresistibile / Il grande colpo di Flanders (luglio 2000)
28. Arrivano gli sganassoni! / Maggie Simpson (agosto 2000)
29. Smitherses! / Una "pizza" mutante (settembre 2000)
30. Homer Radioattivo / Manuale di sopravvivenza alle convention di fumetti (ottobre 2000)
31. Rime e misfatti / Bongo Dimenticati dal tempo! (novembre 2000)
32. Sega Segola Krusty va alla scuola... / Speciale Re Acuti (dicembre 2000)

### Simpsons Comics (Dino Editrice)
- 33 Burnsie a bordo / I Simpson, secondo i vostri consigli (ottobre 2001)
- 34 Vivere col pupo a Springfield / La Bongo dimenticata dal tempo! (novembre/dicembre 2001)
- 35 Degli stolti sarà la Terra / L'eroica vita e l'avvilente morte dell'Uomo Radioattivo (gennaio 2002)
- 36  Il contestatore arteriosclerotico / L'eroica vita e l'avvilente morte dell'Uomo Radioattivo - Cap. II (febbraio 2002)
- 37 Rimbambiti di ciambelle / L'eroica vita e l'avvilente morte dell'Uomo Radioattivo - Cap. III (marzo 2002)
- 38 Censura e sentimento / L'eroica vita e l'avvilente morte dell'Uomo Radioattivo - Cap. IV (aprile 2002)
- 39 Telespalla Simpson / Le Incredibili Gesta Mangerecce di Lardello (maggio 2002)
- 40 Bart Simpson e la fabbrica dello sballo di Krusty / Il giorno che il tormento finì (giugno 2002)

### Simpsons Comics (Panini Comics)
- 41 The Homer Show / I Classici Illustrati: Lo Sbaverocchio (luglio 2002)
- 42 Viaggio nello scantinato del Kwik-E-Mart / Pucci! (agosto 2002)
- 43 La promozione di Miss Lisa Simpson / Bartman in: Crisi d'identità (settembre 2002)
- 44 Il piccolo aiutante dell'hamburger / Mister Brillio in: Distruggi tutti i manga! (ottobre 2002)
- 45 Angeli con le facce gialle / Un quadro perfetto (novembre 2002)
- 46 Ascesa e declino di Bartolomeo J. Simpson / Che fine ha fatto la farina? (dicembre 2002)
- 47 Il peggiore dei Natali possibili! / Un canto di Natale di Springfield (gennaio 2003)
- 48 Tic Tac D'Oh! / Dal Distributore Cianfrusaglie il Cult-Alogo della cultura pop... (febbraio 2003)
- 49 Torna a casa Maggie / Lisa Simpson, Magazzin Raider (marzo 2003) - Pubblicità anteprima n. 50
- 50 O muro o niente / I 1001 travestimenti di Bartman / Grattachecca e Fichetto in: Amore cruento / Gli 11 di Krusty / L'Uomo Radioattivo in: Il pianeta dei Duplexoidi / Lisa Simpson in: Piccoli buontemponi / ...dentro la Bongo Comics! (aprile 2003)
- 51 I "BirraBoys" / In giro per la città con Ned Flanders (maggio 2003)
- 52 Cari armati / Grattachecca e Fichetto in: Ritorno al futuro / Bart in: Inforchettato / Homer contro la carta da parati (giugno 2003)
- 53 Assedio ad Evergreen Terrace / Duffiamoci sopra! (luglio 2003)
- 54 Il lacchè che divenne Re / Ned Flanders in: Fortuna cieca (agosto 2003)
- 55 Come la giubba fu vinta! / Questione di swing!(settembre 2003)
- 56 Eleggetemi un goccin / Il sogno storico di Lisa (ottobre 2003)
- 57 Bart, Lisa, Marge, Homer e Maggie (in misura minore) vs. Il Ringraziamento! / Cosa potrebbe mai accadere se Cletus andasse al college? (novembre 2003)
- 58 Ma che band è? / La cerimonia di Kent (dicembre 2003)
- 59 L'uomo che aveva due mogli / Gomma Boy & Scassa Girl (gennaio 2004)
- 60 Caccia al giornale / Giungla d'asfalto (febbraio 2004)
- 61 Storie dalla Bibbia secondo Bart Simpson / A scuola a tutto spasso! (marzo 2004)
- 62 Sono mazzate / ...se il golf fosse stato inventato da Homer Simpson! (aprile 2004)
- 63 Giudice Marge / Una giornata di Stacy! (maggio 2004)
- 64 Viva Bart / Bisbetiche a scuola di bellezza (giugno 2004)
- 65 In rotta verso il divorzio / ...davvero vorresti lavorare per la Globex, eh? (luglio 2004)
- 66 Guai rampicanti / L'abominevole Dr. Colossus (agosto 2004)
- 67 Mercanti di vendetta! / Il Dr. Nick Riviera in: Ambulatorio criminale(settembre 2004)
- 68 Burn$ $ia lodato! / Come fu che Marge riebbe le sue tende (ottobre 2004)
- 69 Grecia a me / Le fiabe di Esopo (novembre 2004)
- 70 Smacco ai fratelli Simpson/Telespalla / Marge Simpson in: Una ricetta disastrosa (dicembre 2004)
- 71 La fuga di Homer / Segrete origini di Telespalla Mel (gennaio 2005)
- 72 Fissati persi / Vacanze, che rottura! (febbraio 2005)
- 73 Il riso è la peggior medicina / Medicina genuina (marzo 2005)
- 74 ...Nella stanza dello schedario permanente! (aprile 2005)
- 75 Bard Boiled (maggio 2005)
- 76 I mille volti di Bob / Homer contro il procione (giugno 2005)
- 77 Il conqui-bus fa tutte le fermate (luglio 2005)
- 78 Tutti licenziati (agosto 2005)
- 79 Un Simpson di nome Ned / Lisa va in campeggio (settembre 2005)
- 80 Effetto Homer / Come ho trascorso le mie vacanze estive... / Homer Simpson in: Scervellamento (ottobre 2005)
- 81 Il Club del Libro di Lisa Simpson (novembre 2005)
- 82 Natale da matti (dicembre 2005)
- 83 In principio fu il direttore (gennaio 2006)
- 84 Il circo Simpson / ...porcheria che nessuno ha voluto! (febbraio 2006)
- 85 Marea gialla (marzo 2006)
- 86 Ossequi al gatto (aprile 2006)
- 87 Licenza di mettere il kilt (maggio 2006)
- 88 Lisa nel mezzo (giugno 2006)
- 89 L'America di Homer (luglio 2006)
- 90 La compagnia dei 3000 (agosto 2006)
- 91 Il Burger King della risata! (settembre 2006)
- 92 A piedi caldi nel parco (ottobre 2006)
- 93 Settimo cielo no.stop (novembre 2006)
- 94 Insegnamelo se puoi (dicembre 2006)
- 95 Storia di 2 amici di penna (gennaio 2007)
- 96 Faida, gloriosa faida! (febbraio 2007)
- 97 Il ritorno di Xttapalatakettle (marzo 2007)
- 98 Zio Burnsone (aprile 2007)
- 99 Marge Simpson Capofamiglia (maggio 2007)
- 100 Clip Clip Urrà! (giugno 2007)
- 101 Un sofà per uno (luglio 2007)

## Le serie parallele

### Bart Simpson
1. Figlio di Homer: Problemi di adipe a Little Springfield / Vortice di ragazze / Incontri ravvicinati del fesso tipo
2. Creatura della natura: Una giornata allo zoo / Caccia al talento / Bart al massimo! / Bartman in: Cintura di frivolezza
3. Combinaguai: La spaziale famiglia Simpson in: Terrore su Trioculon! / Lisa Simpson in: La battaglia delle band! / Bart alle stelle!
4. Giovane burlone: ...Chi vuole vincere un sacco pieno di centesimi? / Cola quantica / L'ammazzabullo!
5. Pericolo pubblico: Il selvaggio, selvaggio Bart / Lo strano caso delle scarpe appese / Bart Simpson fa festa / Bart e l'enigmistica
6. Vola alto: Supergatto di Springfield! / Bart Simpson e Milhouse van Houten in: Il fesso invisibile! / 24 ore nella vita di Ralph Winchester!
7. Ragazzo del mistero: Ciao ciao, alligatore! / Il caso delle cialde lunari scomparse / Tutto è Buana quel che finisce Buana!
8. Il monellaccio: Tutti i Dickens di Springfield / I piccoli Kang e Kodos in: Il mio primo rapimento! / Sashimi Bart! / Bart & Milhouse in: L'avventura quasi ottima

### Bart Simpson presenta "Treehouse of Horror"
1. La piccola bottega degli Homer / Chiamatemi Homer / Il Bartantropo
2. Telespalla Blob! / L'EsorLisa
3. L'immigrazione degli ultracorpi / "Fatal reception"
4. Tahn-Enn-Bahm / Rigel 4, Springfield 0 / L'Uomo Illustrato
5. Dark Lisa / La festa di Xt'Tapalatakettle / Apu su Rigel 7
6. Hell-O-Uè / MetamorfoSimpsons / Il giovane Frinkenstein / Dall'alcol al tramonto (novembre 2002)
7. A Springfield nessuno può sentirti gridare / Non sono più a Springfield! / Homer Erectus / Catastrofe delle Springfield succedanee! (novembre 2003)
8. La notte del diciannovesimo urlo! / I racconti dello zio Apu / Krustine / La centrale nucleare del tormento (novembre 2004)
9. La compagnia dei Simpson / Il barile di Amontilla-D'oh / Dall'inferno e ritorno

### Bartman
1. The comic cover caper!
2. Dove passa... il Castigatore!
3. (1/3) Bartman
4. (2/3) Le sorelle fanno da sole
5. (3/3) La grande speranza viola

### Krusty Comics
1. Prima parte
2. Seconda parte
3. Terza parte

### Grattachecca & Fichetto
1. Il giro del mondo in 80 pezzi
2. Grattachecca & Fichetto II - Il film
3. Speciale Natale: La vita non è meravigliosa

### Radioactive Man
- Speciale ("con 5 racconti atomici!")
- 1 L'origine dell'Uomo Radioattivo
- 88 La minaccia fusa di Magmo, l'Uomo Lava
- 216 Male non vedo, male non sento!
- 412 Nelle grinfie del Dr. Pinza!
- 679 Chi pulisce i pulitori delle infinite crociate avvenute nell'ora zero del crossover delle leggende durante le ultime guerre?
- 1000 La vendetta del Gambero

## Numeri speciali
- Speciale "When Bongos Collide"
- Simpsons Comics and Stories (Speciale da collezione)
- Simpsons Comics speciale allegato al "Calendario Folle 2002"

## Riconoscimenti
Nel luglio 2000, durante la San Diego Comic Convention, la Bongo Comics, casa editrice dei fumetti dei Simpson, ha vinto due Eisner Awards per la "migliore pubblicazione umoristica" (per Treehouse of Horror) e la "migliore serie a fumetti rivolta ad un pubblico giovane" (per Simpsons Comics). I Simpsons Comics avevano già vinto un Eisner Award nel 1994 per l'uscita del n. 1, e in seguito la Bongo Comics aveva ricevuto più volte la nomination senza mai vincere qualcosa.